# Авиационные происшествия с Boeing KC-135 Stratotanker

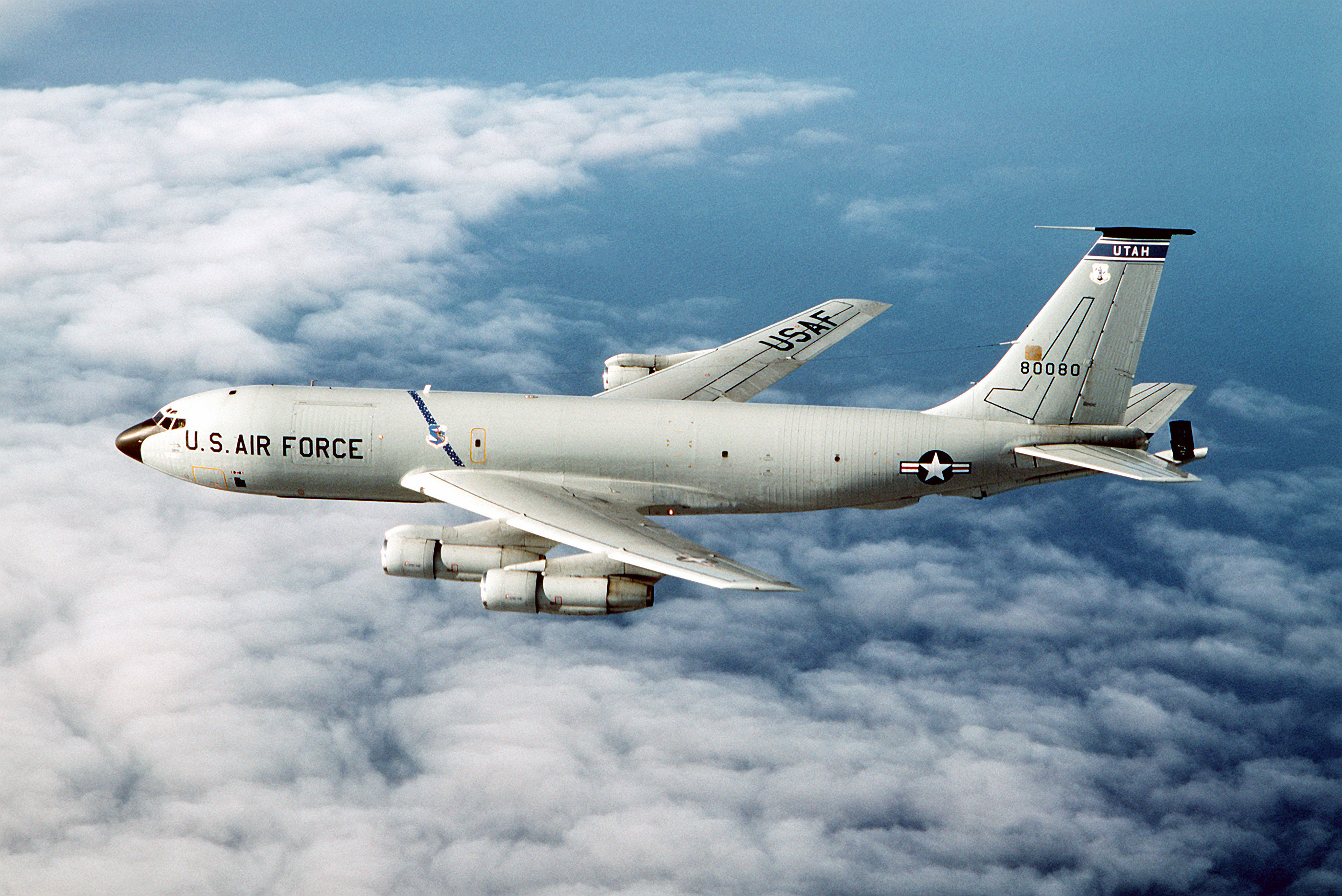
Boeing KC-135E Stratotanker из (ВВС США) над проливом Ла-Манш

Boeing KC-135 Stratotanker — американский реактивный четырёхдвигательный специализированный многофункциональный военно-транспортный самолёт/самолёт-заправщик. Разрабатывался для увеличения радиуса действия стратегических бомбардировщиков B-52. Для этого специально была разработана телескопическая штанга длиной до 14,3 метра, предусмотренная для перекачки 43,5 тонн топлива, что составляет около половины всего объёма бортового топлива. Первый серийный KC-135, созданный на базе Boeing 367-80 взлетел 31 августа 1956 года. Эксплуатация предполагается до 2040 года.
Ниже представлен список авиационных происшествий, произошедших с воздушными танкерами Boeing KC-135 Stratotanker, а также транспортными самолётами Boeing C-135 Stratolifter всех модификаций, включая EC-135 (воздушный командный пункт), NKC-135 (летающая лаборатория) и RC-135 (самолёт-разведчик).
По данным сайта Aviation Safety Network, всего на 2019 год было потеряно 79 самолётов.

## Список
Отмечены происшествия, когда самолёт был восстановлен.
| Дата                  | Бортовой номер | Модель           | Место происшествия                  | Жертвы  | Описание | И                                                       |
| --------------------- | -------------- | ---------------- | ----------------------------------- | ------- | --- | ------------------------------------------------------- |
| 27 июня 1958 года     | 56-3599        | KC-135A          | Вестовер                            | 15/15   | При взлёте потерял скорость и упал на землю. Закрылки были выпущены в посадочное положение (40°), создав повышенное аэродинамическое сопротивление. | [ 3 ] [ 4 ]                                             |
| 25 ноября 1958 года   | 56-3598        | KC-135A          | Лоринг                              | 5/7     | В тренировочном полёте, отрабатывая посадку и взлёт, из-за отказа двигателя потерял управление и упал на землю. Один из выживших умер спустя несколько недель. | [ 5 ]                                                   |
| 31 мая 1959 года      | 58-0002        | KC-135A          | Киллин                              | 4/4     | Во время полёта попал в грозу, где из-за турбулентности отделились два двигателя, один из которых врезался в хвостовое оперение, разрушив судно. | [ 6 ] [ 7 ]                                             |
| 22 июня 1959 года     | 57-1446        | NKC-135A         | Уолкер                              | 0/0     | В ходе наземного обслуживания из-за случайной искры возник пожар, уничтоживший ангар с самолётом. | [ 6 ]                                                   |
| 15 октября 1959 года  | 57-1513        | KC-135A          | Лейтчфилд                           | 4+4/4   | Столкновение в воздухе с B-52F борт 57-0036. | [ 8 ] [ 9 ]                                             |
| 3 февраля 1960 года   | 56-3628        | KC-135A          | Уолкер                              | 2+6/6   | При посадке с сильным ветром борт 56-3628 выкатился с ВПП и врезался в ангар, в котором проводилось наземное обслуживание двух других бортов. | [ 10 ] [ 11 ]                                           |
| 3 февраля 1960 года   | 57-1449        | KC-135A          | Уолкер                              | 0/0     | При посадке с сильным ветром борт 56-3628 выкатился с ВПП и врезался в ангар, в котором проводилось наземное обслуживание двух других бортов. | [ 10 ] [ 11 ]                                           |
| 3 февраля 1960 года   | 57-1457        | KC-135A          | Уолкер                              | 0/0     | При посадке с сильным ветром борт 56-3628 выкатился с ВПП и врезался в ангар, в котором проводилось наземное обслуживание двух других бортов. | [ 10 ] [ 11 ]                                           |
| 8 марта 1959 года     | 57-1466        | KC-135A          | Карсуэлл, Форт-Уэрт                 | 0/7     | При посадке в тумане опустился под глиссаду и, зацепив сооружения, упал на землю. | [ 12 ]                                                  |
| 18 ноября 1960 года   | 57-1466        | KC-135A          | Лоринг                              | 1/17    | Во время неудачной посадки сломалась стойка шасси. | [ 13 ] [ 14 ]                                           |
| 15 декабря 1960 года  | 59-1523        | KC-135A          | Мозес-Лейк                          | 0+0/11  | Столкновение в воздухе с B-52 борт 59-1523. При выполнении аварийной посадки у бомбардировщика отделилось правое крыло, но экипаж успел покинуть самолёт. | [ 15 ]                                                  |
| 25 января 1962 года   | 56-3657        | KC-135A          | Алтус                               | 0/0     | В ходе наземного обслуживания при пробном запуске взорвался двигатель № 4. | [ 16 ]                                                  |
| 9 мая 1962 года       | 56-3618        | KC-135A          | Лоринг                              | 6/6     | При взлёте отказал двигатель. Оторвавшись от полосы, самолёт потерял скорость и упал на землю. | [ 17 ] [ 18 ]                                           |
| 8 августа 1962 года   | 55-3144        | KC-135A          | Ханском                             | 3/3     | При заходе на посадку врезался в деревья и большой валун. | [ 19 ]                                                  |
| 10 сентября 1962 года | 60-0352        | KC-135A          | Кит-Карсон, близ Спокана            | 44/44   | При заходе на посадку на авиабазу Фэрчайлд опустился на небезопасную высоту и врезался в гору. Самолёт перевозил личный состав авиабазы Эллсворт (подробнее…). | [ 20 ] [ 21 ]                                           |
| 23 октября 1962 года  | 62-4136        | C-135B           | Гуантанамо                          | 7/7     | Во время Карибского кризиса перевозил боеприпасы на заблокированную кубинцами базу, но разбился при заходе на посадку. | [ 22 ]                                                  |
| 27 февраля 1963 года  | 60-0352        | KC-135A          | Эйлсон, Фэрбанкс                    | 2+7/7   | При взлёте отказал двигатель. Оторвавшись от полосы самолёт вошёл в левый крен и упал на землю, при этом отдельные обломки врезались в здание охраны аэропорта. | [ 23 ] [ 24 ]                                           |
| 3 мая 1963 года       | н.д.           | KC-135A          | Йеллоустоун                         | 3+0/5   | Столкновение в воздухе с B-47 борт 52-0051; помощник командира бомбардировщика успел покинуть самолёт и выжил. | [ 25 ]                                                  |
| 21 июня 1963 года     | 57-1498        | KC-135A          | Вестовер                            | 1/4     | При заходе на посадку во время ливневого дождя в связи с малой видимостью врезался в холм. | [ 26 ] [ 27 ]                                           |
| 28 августа 1963 года  | 61-0319        | KC-135A          | Бермудский треугольник, Атлантика   | 6/6     | (подробнее…) | [ 26 ] [ 28 ] [ 29 ]                                    |
| 28 августа 1963 года  | 61-0322        | KC-135A          | Бермудский треугольник, Атлантика   | 5/5     | (подробнее…) | [ 26 ] [ 28 ] [ 29 ]                                    |
| 11 мая 1964 года      | 61-0332        | C-135B           | Кларк                               | 1+79/84 | При заходе на посадку в СМУ зацепил радиомаяк и упал на землю, сбив автомобиль. | [ 30 ]                                                  |
| 8 июля 1964 года      | 61-0332        | KC-135A          | Долина Смерти                       | 1+4/4   | В ходе дозаправки в воздухе столкнулся с F-105 борт 61-0091. | [ 31 ] [ 32 ]                                           |
| 4 января 1965 года    | 61-0265        | KC-135A          | Лоринг                              | 4/4     | При взлёте отделились оба правых двигателя. Выйдя из-под контроля экипажа, самолёт упал на землю. | [ 33 ] [ 34 ]                                           |
| 16 января 1965 года   | 57-1442        | KC-135A          | Уичито                              | 23+7/7  | Из-за отказа руля направления после взлёта упал на жилой район (подробнее…) | [ 35 ] [ 36 ] [ 37 ] [ 38 ]                             |
| 26 февраля 1965 года  | 63-8882        | KC-135A          | Атлантика, 660 км ЮЮВ Ньюфаундленда | 3+5/5   | Столкновение в воздухе с B-47E борт 52-0171. | [ 39 ] [ 40 ]                                           |
| 3 июня 1965 года      | 63-8042        | KC-135A          | Уолкер                              | 5/5     | При ночном заходе на посадку из-за обесточивания бортсети врезался в землю, не долетев до ВПП. | [ 41 ] [ 42 ]                                           |
| 25 июня 1965 года     | 60-0373        | C-135A           | Санта-Ана, близ Эль-Торо            | 84/84   | После взлёта экипаж нарушил схему выхода из зоны и через 5 километров врезался в гору (подробнее…). | [ 43 ]                                                  |
| 17 января 1966 года   | 61-0273        | KC-135A          | Средиземное море, близ Паломареса   | 3+4/4   | Столкновение в воздухе с B-52G борт 58-0256 (подробнее…) | [ 44 ] [ 45 ] [ 46 ]                                    |
| 17 мая 1966 года      | 57-1424        | KC-135A          | Амарилло                            | 5/5     | При заходе на посадку вышел из-под контроля и упал на землю. | [ 47 ]                                                  |
| 19 мая 1966 года      | 57-1444        | KC-135A          | Кадена                              | 1+11/11 | При взлёте с повышенным весом экипаж преждевременно поднял машину в воздух. Перейдя в сваливание, самолёт упал на землю, сбив автомобиль. | [ 48 ] [ 49 ]                                           |
| 19 января 1967 года   | 56-3613        | KC-135A          | 40 миль (64 км) СЗ Спокана          | 9/9     | При заходе на посадку на авиабазу Фэрчайлд опустился на небезопасную высоту и врезался в гору. | [ 50 ] [ 51 ]                                           |
| 19 апреля 1967 года   | 55-3140        | KC-135A          | Уэйк                                | 0/0     | Сгорел при наземном обслуживании | [ 52 ]                                                  |
| 17 июля 1967 года     | 59-1465        | RC-135R          | Оффатт                              | 1/5     | При взлёте из-за ошибки пилота перешёл в сваливание и упал на землю. | [ 53 ]                                                  |
| 17 января 1968 года   | 58-0026        | KC-135A          | Майнот                              | 13/13   | Разбился при взлёте во время метели. | [ 53 ] [ 54 ]                                           |
| 30 июля 1968 года     | 56-3655        | KC-135A          | Лассен-Пик                          | 9/9     | При снижении с эшелона из-за резкого манёвра отделился стабилизатор. Неуправляемый самолёт упал в лес на склоне горы. | [ 55 ] [ 56 ]                                           |
| 26 сентября 1968 года | 55-3133        | KC-135A          | Уэйк                                | 11/56   | Выполняя вынужденную посадку из-за отказа двигателя зацепил воду и врезался в огни подхода ВПП. | [ 57 ] [ 58 ] [ 59 ]                                    |
| 1 октября 1968 года   | 55-3138        | KC-135A          | У-Тапао                             | 4/4     | При взлёте отказал двигатель № 4, приведя к асимметрии тяги и потере управления. Самолёт врезался в бетонное ограждение и разрушился. | [ 60 ] [ 61 ]                                           |
| 22 октября 1968 года  | 61-0301        | KC-135A          | 75 км от Тайчжуна                   | 6/6     | При ночном подходе к аэродрому снизился ниже допустимого и на высоте 7300 футов (2200 м) врезался в гору. | [ 62 ] [ 63 ]                                           |
| 13 января 1969 года   | 59-1491        | RC-135S          | Симия                               | 0/18    | При посадке на обледенелый аэродром выкатился с ВПП и упал в овраг. | [ 64 ]                                                  |
| 25 марта 1969 года    | 56-3602        | KC-135A          | Лоринг                              | 0/?     | Прерванный взлёт в связи с отказом двигателей из-за проблем с топливом. | [ 65 ]                                                  |
| 5 июня 1969 года      | 62-4137        | RC-135E          | Берингово море, 400 км В Симии      | 19/19   | В ходе перегоночного рейса Симия—Фэрбанкс экипаж через 45 минут после вылета сообщил о сильной вибрации, а ещё через 46 минут связь прервалась; самолёт пропал без вести. (подробнее…) | [ 66 ]                                                  |
| 19 декабря 1969 года  | 56-3629        | KC-135A          | Кингкуанганг                        | 4/4     | При взлёте попал в сдвиг ветра, и потеряв высоту, упал в море. | [ 67 ]                                                  |
| 6 апреля 1970 года    | 62-3535        | KC-135A          | Макконнелл, Уичито                  | 0/0     | Сознательно разрушен в ходе исследований на циклические нагрузки. | [ 68 ]                                                  |
| 17 апреля 1970 года   | н.д.           | KC-135Q          | 20 миль (32 км) В Эль-Пасо          | 0+0/?   | Столкновение в воздухе с SR-71A; экипаж разведчика успел эвакуироваться. | [ 68 ]                                                  |
| 3 июня 1971 года      | 58-0039        | KC-135Q          | Сентенера                           | 5/5     | Разрушился в воздухе из-за взрыва главного топливного бака № 1; вероятная причина — повреждение топливопровода. | [ 69 ] [ 70 ]                                           |
| 13 июня 1971 года     | 61-0331        | EC-135N          | Тихий океан, 1100 км ЮЮЗ Гавайев    | 24/24   | Следуя на высоте 10 км, выполнял наблюдение за французскими ядерными испытаниями, когда по неустановленным причинам упал в воду. Был обнаружен только аварийный буй. | [ 69 ]                                                  |
| 13 марта 1972 года    | 58-0048        | KC-135A          | Карсуэлл, Форт-Уэрт                 | 5/5     | Выполнял тренировочный полёт, когда при посадке зацепил правым крылом землю, вылетел с ВПП и, разрушившись, полностью сгорел. | [ 71 ] [ 72 ]                                           |
| 1 июня 1972 года      | 38743          | КС-135А (C-135F) | Хао                                 | 6/6     | При взлёте упал в море после отказа двигателя; самолёт занимался сбором данных в ходе ядерных испытаний на Муруроа. | [ 71 ]                                                  |
| 8 марта 1973 года     | 63-7989        | KC-135A          | Локборн                             | 2/5     | При рулении ночью по неосвещённому аэродрому борт 63-7980 врезался крылом в переднюю часть фюзеляжа борта 63-7989, вызвав на последнем пожар. | [ 73 ] [ 74 ]                                           |
| 8 марта 1973 года     | 63-7980        | KC-135A          | Локборн                             | 0/5     | При рулении ночью по неосвещённому аэродрому борт 63-7980 врезался крылом в переднюю часть фюзеляжа борта 63-7989, вызвав на последнем пожар. | [ 73 ] [ 74 ]                                           |
| 5 марта 1974 года     | 55-3120        | NKC-135A         | Петерсон                            | 7+0/18  | Столкновение в воздухе с T-39A борт 60-3506. | [ 75 ]                                                  |
| 5 марта 1974 года     | 57-1500        | KC-135A          | Уичито, близ Макконнелла            | 2/7     | При взлёте произошёл отказ двигателя. Из-за неправильных действий пилота-стажёра и запоздалой реакции инструктора, самолёт вышел из-под контроля и упал на землю. | [ 76 ]                                                  |
| 5 марта 1974 года     | н.д.           | KC-135A          | 64 км ЮВ Форт-Нельсона              | 1/33    | На эшелоне FL350 (10,7 км) испытал взрывную декомпрессию, когда в хвостовой части вырвало небольшой люк; погиб один из пассажиров. | [ 76 ]                                                  |
| 7 декабря 1975 года   | 60-0354        | KC-135A          | Танана, близ Фэрбанкса              | 4/4     | При взлёте произошёл отказ шасси. Пилоты убрали тягу двигателей и стали выполнять поворот, когда машина, потеряв высоту, ударилась о лёд, проскользила по нему, врезалась в островок и разрушилась. Перед вылетом самолёт с людьми на борту при сильном морозе (-50 °C) простоял «в холодном состоянии» два часа, что и привело к нарушениям в работе замёршего экипажа[прояснить]. | [ 77 ] [ 78 ] [ 79 ]                                    |
| 6 февраля 1976 года   | 60-0368        | KC-135A          | Кабанильяс, 24 км от Торрехона      | 7/7     | При заходе на посадку врезался в гору. | [ 80 ] [ 81 ] [ 82 ]                                    |
| 17 августа 1976 года  | н.д.           | KC-135A          | Керн                                | 0+0/?   | Столкновение в воздухе с F-4C, экипаж истребителя успел катапультироваться. | [ 83 ]                                                  |
| 26 сентября 1976 года | 61-0296        | KC-135A          | 12 миль (19 км) СВ Алпины           | 15/20   | Из-за проблем с наддувом кабины экипаж был вынужден лететь на низкой высоте. Самолёт зацепил возвышенность и упал в болото. | [ 84 ] [ 85 ]                                           |
| 4 марта 1977 года     | 62-3522        | KC-135A          | Гриффисс                            | 0/0     | В ходе наземного обслуживания из-за взрыва двигателя возник пожар, уничтоживший самолёт. | [ 86 ]                                                  |
| 28 апреля 1977 года   | 58-0101        | KC-135A          | Бил                                 | 0/7     | При ночной посадке врезался в стадо скота, вышедшего на ВПП. В попытке уйти на второй круг выкатился за пределы полосы. | [ 87 ] [ 85 ]                                           |
| 14 сентября 1977 года | 62-3536        | EC-135K          | Мансано, близ Альбукерке            | 20/20   | После ночного взлёта не успел набрать высоту и врезался в гору. | [ 88 ]                                                  |
| 19 сентября 1979 года | 58-0127        | KC-135A          | Кастл, Мерсед                       | 5/7     | Выполнял тренировочный полёт, когда при посадке зацепил крылом землю и разрушился. | [ 89 ] [ 85 ]                                           |
| 2 января 1980 года    | 58-0007        | EC-135P          | Лэнгли                              | 0/0     | В ходе наземного обслуживания из-за короткого замыкания возник пожар, уничтоживший самолёт. | [ 89 ]                                                  |
| 8 февраля 1980 года   | 60-0338        | KC-135Q          | Платтсбург                          | 0/0     | В ходе заправки возник пожар, уничтоживший самолёт | [ 89 ]                                                  |
| 15 марта 1981 года    | 61-2664        | RC-135S          | Симия                               | 6/24    | При посадке в очень сложных метеоусловиях врезался в землю до ВПП. | [ 90 ]                                                  |
| 6 мая 1981 года       | 61-0328        | EC-135N          | Волкерсвилл                         | 21/21   | Во время полёта на эшелоне FL290 (8,8 км) стабилизатор по неустановленной причине переложился на пикирование. Самолёт помчался вниз и на высоте около 450 м разрушился от перегрузок. | [ 91 ]                                                  |
| 13 марта 1982 года    | 57-1489        | KC-135A          | Люк                                 | 2+4/4   | При заходе на посадку столкнулся в воздухе с частным AA-1, нарушившим высоту полёта. | [ 92 ] [ 93 ]                                           |
| 19 марта 1982 года    | 58-0031        | KC-135A          | Гринвуд                             | 27/27   | Разрушился на высоте 4,2 км из-за взрыва топливного бака; вероятная причина — перегрев топливного насоса и воспламенение накопившихся топливных паров. Самолёт перевозил личный состав 928-й тактической авиагруппы. | [ 94 ] [ 95 ]                                           |
| 25 февраля 1985 года  | 55-3121        | RC-135T          | Валдес                              | 3/3     | Выполняя учебный полёт и отрабатывая заход на посадку врезался в гору; экипаж использовал схемы подхода для легкомоторных самолётов. | [ 96 ]                                                  |
| 19 марта 1985 года    | 61-0316        | VC-135A          | Каир                                | 0/0     | В ходе заправки возник пожар, уничтоживший самолёт; уцелевшее крыло позже использовали при восстановлении борта 58-0014. | [ 97 ]                                                  |
| 27 августа 1985 года  | 59-1443        | KC-135A          | Бил                                 | 7/7     | При посадке под управлением стажёра двигатель № 1 ударился о полосу и загорелся. Экипаж стал выполнять уход на второй круг, когда самолёт из-за отказавшего двигателя вышел из-под контроля и упал на землю. | [ 97 ] [ 98 ] [ 99 ]                                    |
| 17 июня 1986 года     | 63-7983        | KC-135A          | Говард                              | 4/4     | При посадке врезался в джунгли. | [ 100 ] [ 101 ]                                         |
| 13 февраля 1987 года  | 60-0330        | KC-135A          | Алтус                               | 0/4     | При посадке из-за искры от электросети возник пожар. Экипаж успел приземлиться и эвакуироваться; также были ранены трое пожарных. | [ 102 ]                                                 |
| 13 марта 1987 года    | 60-0361        | KC-135A          | Фэйрчайлд, Спокан                   | 1+6/6   | Во время авиашоу выполняя имитацию дозаправки в воздухе на малой высоте попал в спутный след от B-52 и вышел из-под контроля, после чего, потеряв высоту, врезался в землю, убив одного из зрителей. | [ 103 ] [ 104 ] [ 105 ] [ 106 ]                         |
| 11 октября 1988 года  | 60-0317        | KC-135A          | Вуртсмит                            | 6/16    | При посадке на повышенной скорости выкатился за пределы полосы и разрушился. | [ 107 ] [ 108 ]                                         |
| 20 ноября 1988 года   | н.д.           | KC-135A          | 64 км ЮВ Форт-Нельсона              | 1/?     | Испытал взрывную декомпрессию, когда в хвостовой части вырвало иллюминатор, через который осуществляется прицеливание стрелы топливопровода; погиб оператор стрелы. | [ 109 ]                                                 |
| 31 января 1989 года   | 63-7990        | KC-135A          | Дайс                                | 19/19   | Из-за сбоя в системе впрыска воды при взлёте самолёт не набрал необходимую скорость, а едва оторвавшись от полосы зацепил здание и упал на землю. | [ 110 ] [ 111 ] [ 81 ]                                  |
| 20 сентября 1989 года | 57-1481        | KC-135E          | Эйлсон, Фэрбанкс                    | 2/7     | При выключении двигателей взорвался из-за перегрева топливный насос. | [ 112 ] [ 113 ]                                         |
| 4 октября 1989 года   | 56-3592        | KC-135A          | Карлингфорд                         | 4/4     | Пожар на борту из-за взрыва перегревшегося топливного насоса. | [ 112 ] [ 114 ] [ 115 ]                                 |
| 11 января 1990 года   | 59-1494        | KC-135A          | Пиз                                 | 0/0     | В ходе наземного обслуживания при ремонте топливной системы возник пожар, уничтоживший самолёт. | [ 116 ] [ 117 ] [ 118 ] [ 119 ]                         |
| 29 мая 1992 года      | 62-3584        | EC-135J          | Поуп                                | 0/14    | При жёсткой посадке разрушилось переднее шасси, после чего фюзеляж разломился пополам. | [ 116 ]                                                 |
| 10 декабря 1993 года  | 57-1470        | KC-135R          | Милуоки                             | 6+0/0   | В ходе наземного обслуживания из-за перегревшегося топливного насоса взорвался центральный топливный бак. | [ 120 ] [ 121 ] [ 122 ]                                 |
| 2 сентября 1997 года  | 63-8053        | EC-135C          | Поуп                                | 0/14    | При жёсткой посадке разрушилось переднее шасси. | [ 123 ]                                                 |
| 13 января 1997 года   | 59-1452        | KC-135E          | Гайленкирхен                        | 4/4     | При заходе на посадку стал круто поднимать нос, теряя скорость, и, перейдя в сваливание, упал на землю. По неустановленной причине, стабилизатор был установлен на кабрирование на максимальный угол. | [ 124 ] [ 125 ]                                         |
| 7 апреля 1999 года    | 57-1418        | KC-135R          | Тинкер                              | 0/0     | В ходе наземного обслуживания при испытаниях на давление вырвало часть обшивки в хвостовой части, после чего сама хвостовая часть отделилась. | [ 124 ] [ 126 ]                                         |
| 26 сентября 2006 года | 63-8886        | KC-135R          | Бишкек                              | 0/3     | После посадки съехал с ВПП и ожидал у начала рулёжки, когда взлетающий Ту-154 (борт EX-85718) ударил своим правым крылом по двигателю № 1 KC-135. В результате пожара у «Боинга» было уничтожено крыло, «Туполев» был восстановлен. | [ 127 ] [ 128 ]                                         |
| 3 мая 2013 года       | 63-8877        | KC-135R          | Чалдыбар                            | 3/3     | Из-за неисправности руля направления самолёт стал раскачиваться, перейдя на «голландский шаг». Не распознав ситуацию, экипаж попытался выпрямить машину, вместо этого подвергнув её ещё большим перегрузкам, пока не отделилась хвостовая часть. (подробнее…) | [ 127 ] [ 129 ] [ 130 ] [ 131 ] [ 132 ] [ 133 ] [ 134 ] |
| 30 апреля 2015 года   | 64-14848       | RC-135V          | Оффатт, Белвью                      | 0/27    | Из-за утечки в кислородной системе, во время взлёта в хвостовой части возник пожар, в связи с чем взлёт был прекращён. | [ 135 ]                                                 |